# Rashard Lewis
Rashard Quovon Lewis (Pineville, 8 agosto 1979) è un ex cestista statunitense, professionista nella NBA.

## Carriera
Fu scelto nel draft del 1998 dai Seattle SuperSonics, nei quali ha giocato per ben nove anni. Dal 2000 è diventato la stella della squadra, riuscendo ad avere sempre medie ottime. Nel 2002-03 ha realizzato 18,1 punti ed ha catturato 6,5 rimbalzi a partita, mentre nel 2006-07 ha realizzato 22,4 punti a partita con 6,6 rimbalzi. 
Il suo career high per punti segnati in NBA si è verificato durante la seconda delle due partite disputate dai Seattle Supersonics a Saitama in Giappone il 31 Ottobre 2003 dove mise a segno 50 punti, il maggior numero di punti di sempre nelle 12 gare di regular season disputate dalle squadre NBA in Giappone.
Alla fine della stagione 2006-07 si è trasferito agli Orlando Magic, firmando un contratto di cinque anni per circa 80 milioni di dollari.
Nell'agosto 2009 viene sospeso per 10 partite in seguito alla positività a un test antidoping.
Nel dicembre 2010 viene ceduto ai Washington Wizards in cambio di Gilbert Arenas. Nel giugno 2012 viene ceduto ai New Orleans Hornets insieme alla 46ª scelta del draft 2012 in cambio di Trevor Ariza ed Emeka Okafor.
Il 30 giugno viene tagliato. Il 10 luglio passa ai Miami Heat scegliendo la casacca numero 9. In stagione gli Heat riescono a vincere 27 gare di fila, diventando così la seconda franchigia con la serie positiva più lunga della storia. La franchigia di Miami arriva prima in Regular season (66-16), e ai NBA playoffs supera prima i Milwaukee Bucks (4-0), poi i Chicago Bulls orfani di Derrick Rose, e in finale di conference gli Indiana Pacers di Paul George e arriva alle finals contro i San Antonio Spurs. Miami e San Antonio danno il via ad una combattutissima serie che porta sino a gara 7 dove Miami bisserà il titolo battendo gli Spurs 95-88. Per Lewis è il primo anello NBA.
Il 15 luglio 2014 firma un contratto annuale al minimo salariale con i Dallas Mavericks, salvo poi essere rescisso pochi giorni dopo a causa di un'operazione chirurgica dello stesso Lewis.

## Statistiche
| † | Denota le stagioni in cui ha vinto il titolo |
| * | Primo nella lega                             |

### NBA

#### Regular Season
| Anno       | Squadra          | PG    | PT  | MP   | TC%  | 3P%  | TL%  | RP  | AP  | PRP | SP  | PP   |
| ---------- | ---------------- | ----- | --- | ---- | ---- | ---- | ---- | --- | --- | --- | --- | ---- |
| 1998-1999  | Seattle S.Sonics | 20    | 7   | 7,3  | 36,5 | 16,7 | 57,1 | 1,3 | 0,2 | 0,4 | 0,1 | 2,4  |
| 1999-2000  | Seattle S.Sonics | 82    | 8   | 19,2 | 48,6 | 33,3 | 68,3 | 4,1 | 0,9 | 0,8 | 0,4 | 8,2  |
| 2000-2001  | Seattle S.Sonics | 78    | 78  | 34,9 | 48,0 | 43,2 | 82,6 | 6,9 | 1,6 | 1,2 | 0,6 | 14,8 |
| 2001-2002  | Seattle S.Sonics | 71    | 70  | 36,4 | 46,8 | 38,9 | 81,0 | 7,0 | 1,7 | 1,5 | 0,6 | 16,8 |
| 2002-2003  | Seattle S.Sonics | 77    | 77  | 39,5 | 45,2 | 34,6 | 82,0 | 6,5 | 1,7 | 1,3 | 0,5 | 18,1 |
| 2003-2004  | Seattle S.Sonics | 80    | 80  | 36,6 | 43,5 | 37,6 | 76,3 | 6,5 | 2,2 | 1,2 | 0,7 | 17,8 |
| 2004-2005  | Seattle S.Sonics | 71    | 71  | 38,0 | 46,2 | 40,0 | 77,7 | 5,5 | 1,3 | 1,1 | 0,9 | 20,5 |
| 2005-2006  | Seattle S.Sonics | 78    | 77  | 36,9 | 46,7 | 38,4 | 81,8 | 5,0 | 2,3 | 1,3 | 0,6 | 20,1 |
| 2006-2007  | Seattle S.Sonics | 60    | 60  | 39,1 | 46,1 | 39,0 | 84,1 | 6,6 | 2,4 | 1,1 | 0,7 | 22,4 |
| 2007-2008  | Orlando Magic    | 81    | 81  | 38,0 | 45,5 | 40,9 | 83,8 | 5,4 | 2,4 | 1,2 | 0,5 | 18,2 |
| 2008-2009  | Orlando Magic    | 79    | 79  | 36,2 | 43,9 | 39,7 | 83,6 | 5,7 | 2,6 | 1,0 | 0,6 | 17,7 |
| 2009-2010  | Orlando Magic    | 72    | 72  | 32,9 | 43,5 | 39,7 | 80,6 | 4,4 | 1,5 | 1,1 | 0,4 | 14,1 |
| 2010-2011  | Orlando Magic    | 25    | 25  | 32,4 | 41,9 | 36,7 | 75,6 | 4,2 | 1,2 | 0,9 | 0,4 | 12,2 |
| 2010-2011  | Wash. Wizards    | 32    | 27  | 31,7 | 44,6 | 34,7 | 84,3 | 5,8 | 2,0 | 0,9 | 0,6 | 11,4 |
| 2011-2012  | Wash. Wizards    | 28    | 15  | 26,0 | 38,5 | 23,9 | 83,8 | 3,9 | 1,0 | 0,8 | 0,4 | 7,8  |
| 2012-2013† | Miami Heat       | 55    | 9   | 14,4 | 41,4 | 38,9 | 62,2 | 2,2 | 0,5 | 0,4 | 0,3 | 5,2  |
| 2013-2014  | Miami Heat       | 60    | 6   | 16,2 | 41,5 | 34,3 | 78,8 | 1,8 | 1,0 | 0,9 | 0,1 | 4,5  |
| Carriera   | Carriera         | 1.049 | 842 | 32,0 | 45,2 | 38,6 | 80,5 | 5,2 | 1,7 | 1,1 | 0,5 | 14,9 |

#### Playoffs
| Anno     | Squadra          | PG  | PT | MP   | TC%  | 3P%  | TL%  | RP  | AP  | PRP | SP  | PP   |
| -------- | ---------------- | --- | -- | ---- | ---- | ---- | ---- | --- | --- | --- | --- | ---- |
| 2000     | Seattle S.Sonics | 5   | 5  | 31,4 | 44,1 | 47,4 | 80,0 | 6,2 | 0,6 | 1,0 | 0,6 | 15,4 |
| 2002     | Seattle S.Sonics | 3   | 2  | 26,3 | 37,5 | 16,7 | 100* | 3,7 | 0,7 | 0,3 | 0,0 | 12,7 |
| 2005     | Seattle S.Sonics | 8   | 8  | 39,0 | 40,6 | 20,0 | 88,0 | 5,4 | 1,6 | 0,4 | 0,4 | 16,9 |
| 2008     | Orlando Magic    | 10  | 10 | 41,7 | 43,6 | 30,9 | 82,1 | 7,2 | 3,4 | 1,1 | 0,5 | 19,5 |
| 2009     | Orlando Magic    | 24* | 24 | 41,1 | 44,8 | 39,4 | 78,4 | 6,4 | 2,9 | 1,0 | 0,5 | 19,0 |
| 2010     | Orlando Magic    | 14  | 14 | 36,6 | 46,2 | 37,3 | 80,0 | 5,6 | 2,3 | 1,1 | 0,7 | 12,9 |
| 2013†    | Miami Heat       | 11  | 0  | 4,3  | 40,0 | 0,0  | 50,0 | 0,6 | 0,4 | 0,2 | 0,2 | 1,5  |
| 2014     | Miami Heat       | 18  | 8  | 17,7 | 41,2 | 37,3 | 75,0 | 2,1 | 0,3 | 0,4 | 0,3 | 5,3  |
| Carriera | Carriera         | 93  | 71 | 30,4 | 43,6 | 35,6 | 81,8 | 4,7 | 1,8 | 0,7 | 0,5 | 12,8 |

## Palmarès
- Campionato NBA: 1

Miami Heat: 2013
- McDonald's All-American Game (1998)
- 2 volte NBA All-Star (2005, 2009)